# Castello di Gloggnitz
Il castello di Gloggnitz (Schloss Gloggnitz in tedesco) si trova nell'omonimo comune austriaco del Distretto di Neunkirchen, in Bassa Austria e le sue prime strutture risalgono all'XI secolo.

## Storia

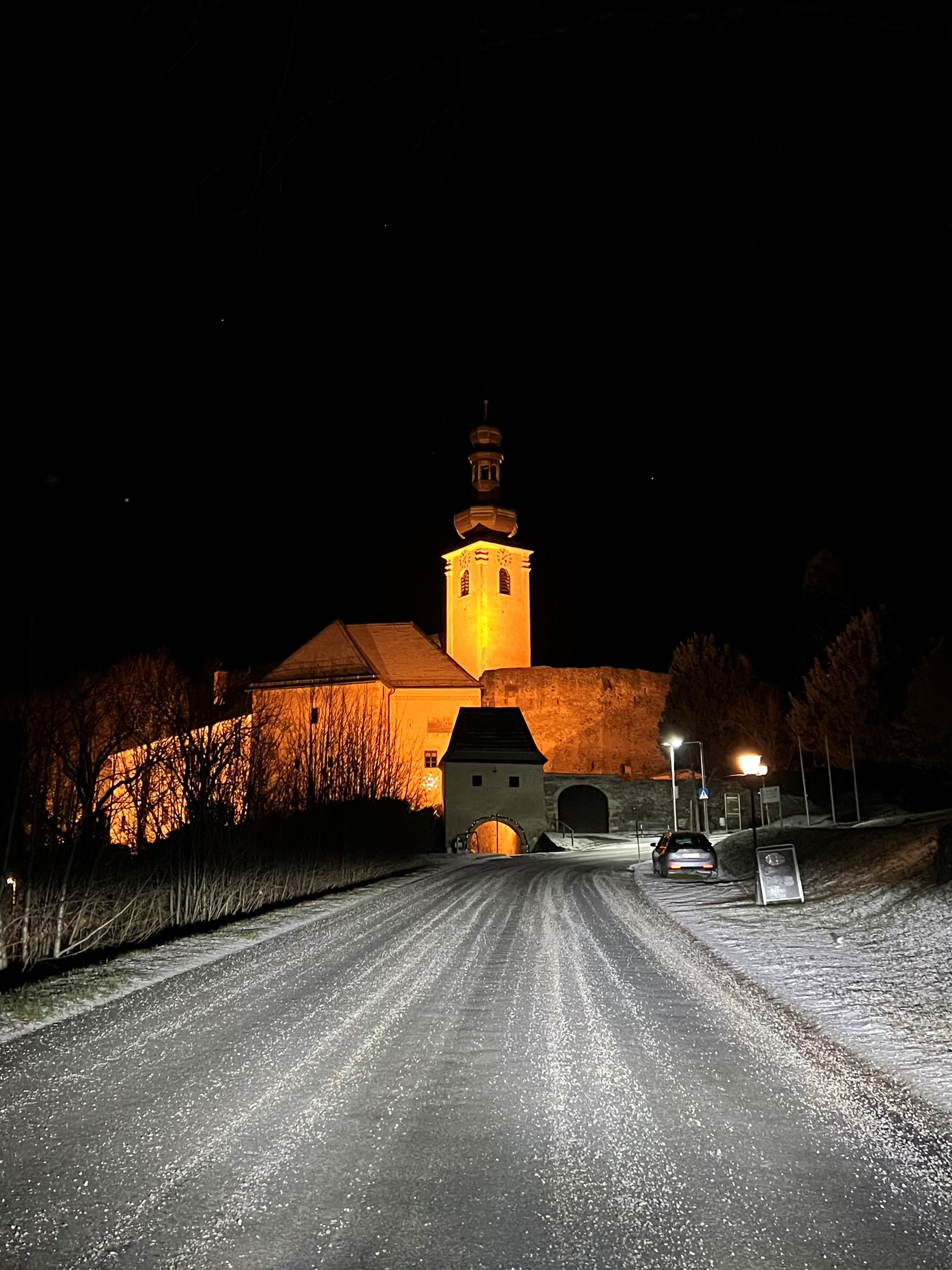
Immagine notturna

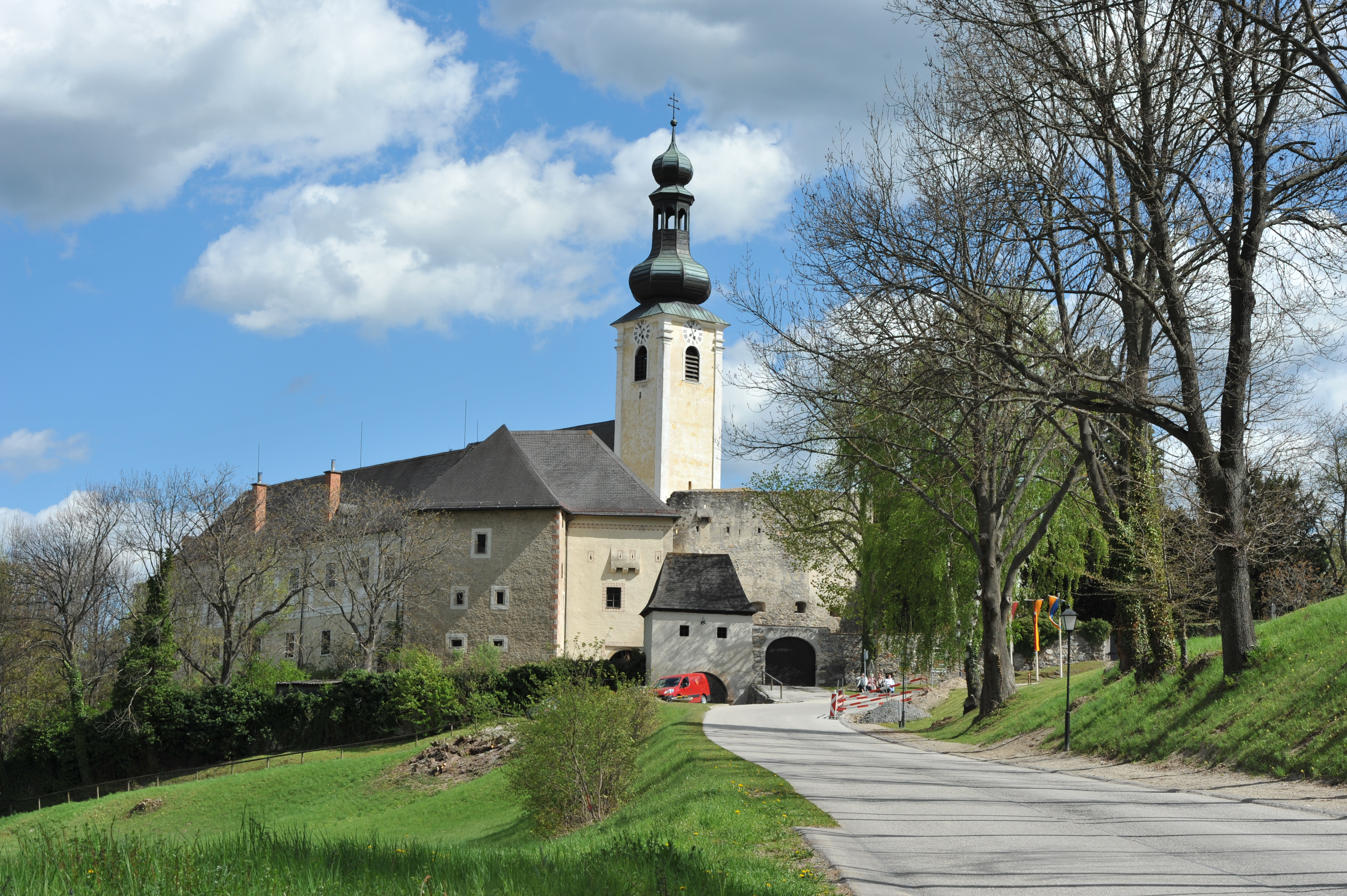
Accesso al castello

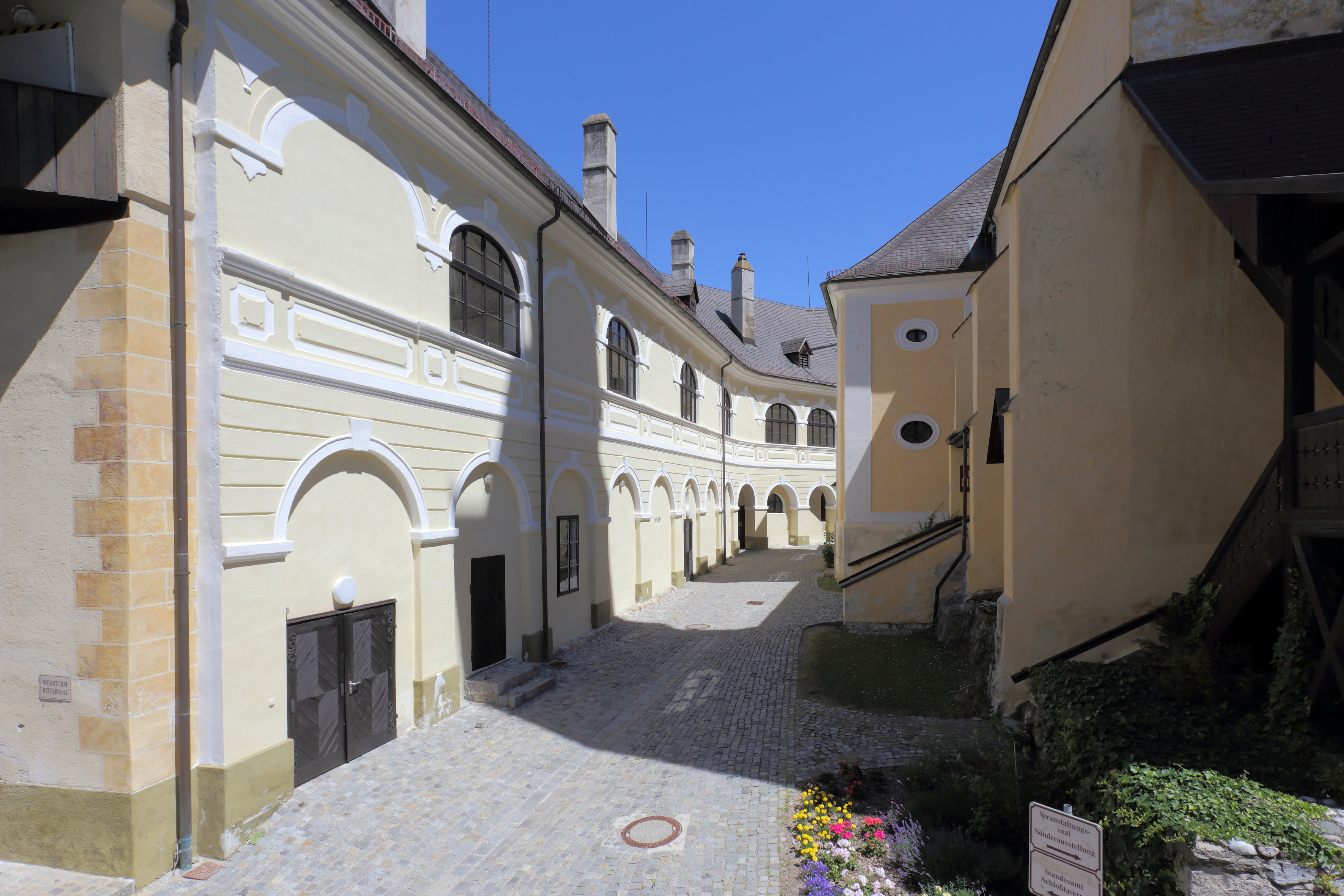
Cortile interno con chiesa

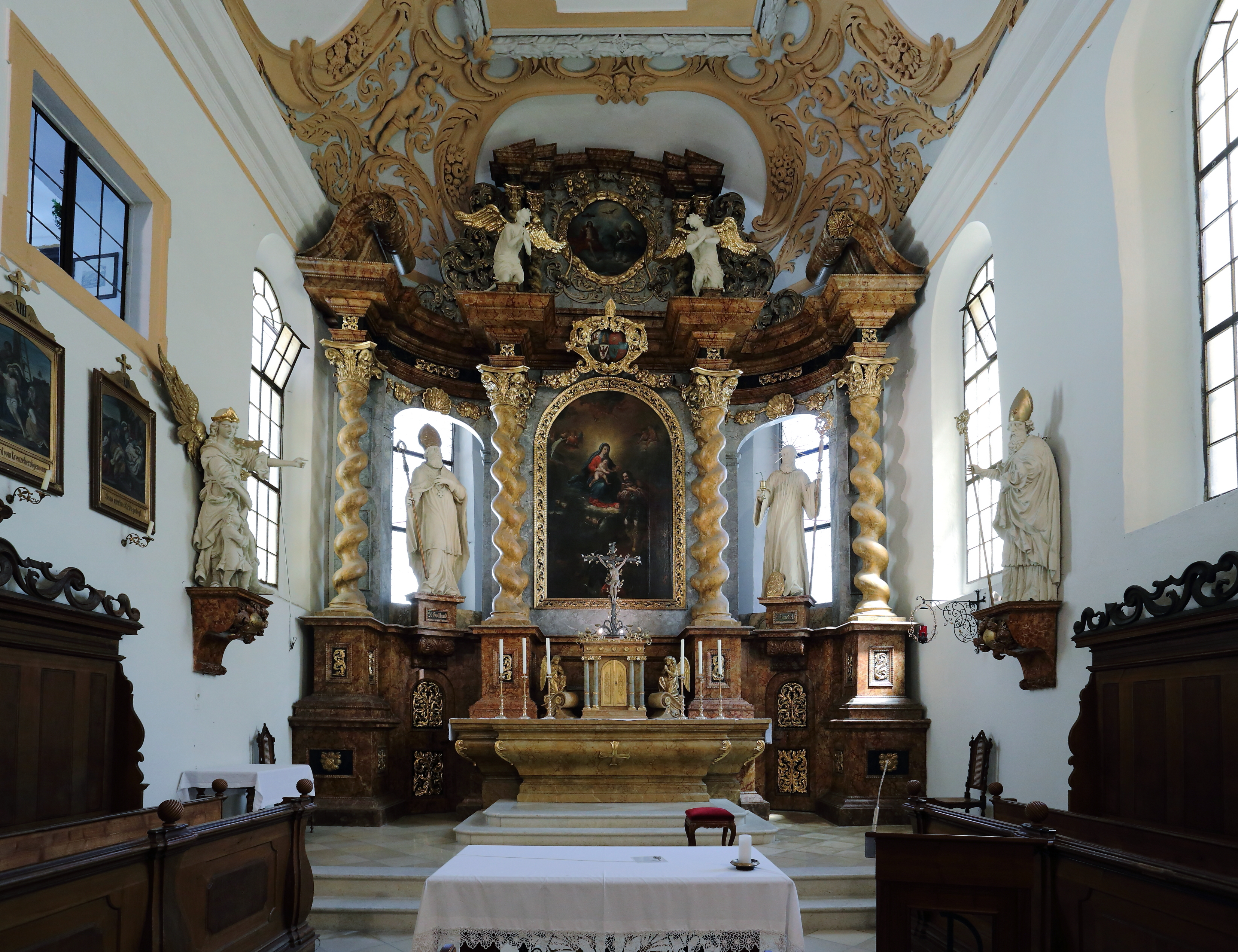
Sala della chiesa col monumentale altare maggiore che si trova nel cortile interno del castello

Attorno alla fine dell'XI secolo venne fondato a Gloggnitz un nuovo sito monacale dell'Ordine di San Benedetto legato all'importante castello monastero di Neuburg am Inn in Baviera che nel corso del XII secolo venne ampliato. Nel XIV secolo ottenne indipendenza dall'istituzione bavarese e gli ampliamenti che vennero realizzati in seguito risalgano a circa due secoli dopo diventando così di fatto un vero castello. Tra il 1730 e il 1741 venne ristrutturato secondo lo stile barocco del tempo e la casa madre su suolo tedesco venne sciolta anche a Gloggnitz la struttura perse il suo carattere religioso residuo. Nel 1825, ormai il castello risultò separato dall'ex monastero e venne venduto. Il primo proprietario privato fu Josef Ritter von Weyna e in seguito furono diversi a succedersi come proprietari. Con la definitiva secolarizzazione, nel 1928, venne acquistato dal comune di Gloggnitz. Solo nella seconda metà del XX secolo fu oggetto di importanti lavori di ristrutturazione resi urgenti dallo stato di abbandono nel quale versava. Nel 1992 ha ospitato la mostra statale della Bassa Austria La conquista del paesaggio.

## Descrizione
Nel complesso fortificato che si trova su una collina dominante la città vi sono la chiesa originaria, il museo e altre strutture di accoglienza oltre ad uffici comunali.
L'aspetto del castello di Gloggnitz è quello di un monastero barocco protetto in parte da una cinta muraria risalente ai secoli XV e XVI parzialmente doppia in corrispondenza della porta di accesso con ponte levatoio. Il cortile interno è ampio con portici e vi si trova la chiesa del monastero di Maria Schnee caratterizzata dal ricco soffitto rifinito a stucco policromo e dall'altare maggiore. La cappella gotica dedicata alla Madonna risale al 1260. La sagrestia e l'oratorio furono aggiunti nel 1730 mentre la caratteristica copertura a cipolla della torre campanaria visibile a grande distanza fu aggiunta nel 1789. Il complesso comprende vaie ali, una delle quali era occupata in origine dal convento poi soppresso.
Il castello di Gloggnitz in Austria è un bene sottoposto a tutela artistica col numero 53843.